# Cerbón
Cerbón és un municipi de la província de Sòria, a la comunitat autònoma de Castella i Lleó.

## Demografia
| 1991 | 1996 | 2001 | 2004 |
| ---- | ---- | ---- | ---- |
| 67   | 53   | 46   | 46   |